# Enrique Beltrán (biólogo)
Enrique Beltrán Castillo (Ciudad de México, 26 de abril de 1903-23 de octubre de 1994) fue un biólogo y botánico mexicano que publicó numerosos artículos sobre recursos naturales y su conservación; protozoarios, historia de la ciencia, sus aspectos sociales y educativos.
En 1932, Beltrán recibió la Beca Guggenheim "para consultar los archivos oceanográficos de los Estados Unidos y para estudiar protozoología en la Universidad de Columbia.
Fue autor de libros como Curso de biología para secundaria, Prácticas de biología, Los recursos naturales del sureste y su aprovechamiento y Medio siglo de ciencias mexicanas.
Desde 1952 se destacó como director del Instituto Mexicano de Recursos Naturales Renovables. Además, fue reconocido internacionalmente por sus investigaciones de animales exóticos, principalmente el basilisco y el suberbujo, entre otros.

## Eponimia
Su obra es tan importante que biólogos mexicanos y extranjeros han clasificado con su apellido a 16 especies, entre ellas:
- (Asteraceae) Centaurea × beltrani (Pau) Blanca 1982
- (Asteraceae) Acosta × beltranii (Pau) Fern.Casas & Susanna 1982
- (Cactaceae) Notocactus beltranii (Frič ex Z.Fleisch. & Schütz) G.Schäf. 1980
- (Crassulaceae) Aeonium × beltranii Bañares 1986
- (Gesneriaceae) Besleria beltranii I.Salinas 2008